# Kgomodiatshaba
Kgomodiatshaba est une ville du Botswana.